# Liste der denkmalgeschützten Objekte in Oberdrauburg
Die Liste der denkmalgeschützten Objekte in Oberdrauburg enthält die 19 denkmalgeschützten, unbeweglichen Objekte der Gemeinde Oberdrauburg.

## Denkmäler
| Foto  |                 | Denkmal                                                                                       | Standort                                           | Beschreibung | Metadaten |
| ----- | --------------- | --------------------------------------------------------------------------------------------- | -------------------------------------------------- | --- | --- |
| ja    | Datei hochladen | Burgruine Flaschberg HERIS-ID: 35850 Objekt-ID: 34684                                         | Flaschberg Standort KG: Flaschberg                 | Die Burgruine Flaschberg ist ein erstmals 1154 urkundlich erwähnte romanischer Wehrbau, von dem nur noch die Ruine des Palas mit einem rundbogigen Portal und gekuppelten Fenstern, sowie ein teilweise erhaltener mehrgeschoßiger Turm sichtbar sind. | BDA-Hist.: Q1015292 Status: Bescheid Stand der BDA-Liste: 2025-06-30 Name: Burgruine Flaschberg GstNr.: .21                                                                                            |
| ja    | Datei hochladen | Kath. Pfarrkirche hl. Georg mit altem Friedhof HERIS-ID: 55235 Objekt-ID: 63809               | Ötting Standort KG: Flaschberg                     | Die Kirche mit niedrigem eingezogenem Chor mit Strebepfeilern steht erhöht am westlichen Ortsende. Der gotische Bau mit einem Südturm wurde mehrfach verändert. Nach einem Brand im Jahr 1945 musste die Kirche teilweise erneuert werden; dabei wurden Wandmalereien aus dem 15. Jahrhundert freigelegt. Der Hochaltar mit bemerkenswerter Georgsfigur (etwa von 1600) stammt aus der Mitte des 17. Jahrhunderts. | BDA-Hist.: Q2083354 Status: § 2a Stand der BDA-Liste: 2025-06-30 Name: Kath. Pfarrkirche hl. Georg mit altem Friedhof GstNr.: .17 Pfarrkirche Ötting                                                   |
| ja    | Datei hochladen | Pfarrhof HERIS-ID: 94387 Objekt-ID: 109541                                                    | Ötting 13 Standort KG: Flaschberg                  | Der Pfarrhof ist ein zweigeschoßiger barocker Bau mit einem Schopfwalmdach. Bei der Restaurierung 1988 wurde das marmorierte Architekturdekor des 18. Jahrhunderts wiederhergestellt. | BDA-Hist.: Q37764234 Status: § 2a Stand der BDA-Liste: 2025-06-30 Name: Pfarrhof GstNr.: .16 |
| ja    | Datei hochladen | Kath. Filialkirche, Wallfahrtskirche Maria Rosenkranzkönigin HERIS-ID: 55040 Objekt-ID: 63526 | Unterpirkach Standort KG: Flaschberg               | Die spätbarock-frühklassizistische Wallfahrtskirche wurde in den Jahren 1800 bis 1803 erbaut. Die Wandpfeilerkirche hat einen gerade geschlossenen Chor und einen Turm mit Zwiebelhaube. Die Wand- und Deckenmalereien stammen von Christoph Brandstätter dem Älteren von 1803/04. | BDA-Hist.: Q1412984 Status: § 2a Stand der BDA-Liste: 2025-06-30 Name: Kath. Filialkirche, Wallfahrtskirche Maria Rosenkranzkönigin GstNr.: .55 Wallfahrtskirche Maria Rosenkranzkönigin, Oberdrauburg |
| ja    | Datei hochladen | Kath. Pfarrkirche hl. Oswald mit Friedhof HERIS-ID: 54360 Objekt-ID: 62603                    | bei Kirchgasse 6 Standort KG: Oberdrauburg         | Die spätbarock-klassizistische Kirche wurde 1805 bis 1812 unter Verwendung der Reste einer durch einen Brand zerstörten gotischen Kirche errichtet. Die bemerkenswerten Gewölbemalereien schuf Christoph Brandstätter der Ältere 1809. Die Altäre, etwa von 1870, weisen historisierende Renaissanceformen auf. | BDA-Hist.: Q1514804 Status: § 2a Stand der BDA-Liste: 2025-06-30 Name: Kath. Pfarrkirche hl. Oswald mit Friedhof GstNr.: .62 Pfarrkirche Oberdrauburg                                                  |
| ja    | Datei hochladen | Wohnhaus HERIS-ID: 35852 Objekt-ID: 34686                                                     | Marktplatz 7 Standort KG: Oberdrauburg             | | BDA-Hist.: Q37967532 Status: Bescheid Stand der BDA-Liste: 2025-06-30 Name: Wohnhaus GstNr.: .54 |
| ja    | Datei hochladen | Bürgerhaus, Lengauer Haus HERIS-ID: 94383 Objekt-ID: 109536                                   | Marktstraße 10 Standort KG: Oberdrauburg           | Das im 16. Jahrhundert errichtete Gebäude diente bis ins 18. Jahrhundert als Sitz der Mauteinnehmer. Es gilt als Geburtshaus Josef Ferdinand Fromillers. Über dem Portal des traufseitigen Gebäudes befindet sich ein Wappen. Am Erker ist ein im Jahr 1909 Friedrich Marx gewidmeter Gedenkstein von Hans Brandstetter angebracht. | BDA-Hist.: Q37764205 Status: Bescheid Stand der BDA-Liste: 2025-06-30 Name: Bürgerhaus, Lengauer Haus GstNr.: .48 Haus Marktstraße 10, Oberdrauburg                                                    |
| ja    | Datei hochladen | Wohnhaus HERIS-ID: 35853 Objekt-ID: 34687                                                     | Marktstraße 12 Standort KG: Oberdrauburg           | An der Fassade des traufseitigen Gebäudes ist eine gemalte Sonnenuhr sowie ein Rundbild, welches den Heiligen Florian darstellt angebracht. | BDA-Hist.: Q37967546 Status: Bescheid Stand der BDA-Liste: 2025-06-30 Name: Wohnhaus GstNr.: .47 |
| ja    | Datei hochladen | Wohnhaus HERIS-ID: 35854 Objekt-ID: 34688                                                     | Marktstraße 19 Standort KG: Oberdrauburg           | | BDA-Hist.: Q37967562 Status: Bescheid Stand der BDA-Liste: 2025-06-30 Name: Wohnhaus GstNr.: .11/1 |
| ja    | Datei hochladen | Brauchtumsmuseum, Umfahrerhaus HERIS-ID: 54358 Objekt-ID: 62601                               | Marktstraße 20 Standort KG: Oberdrauburg           | | BDA-Hist.: Q38060573 Status: § 2a Stand der BDA-Liste: 2025-06-30 Name: Brauchtumsmuseum, Umfahrerhaus GstNr.: .39                                                                                     |
| BW    | Datei hochladen | Burgforstruine HERIS-ID: 35849seit 2022                                                       | Oberdrauburg Standort KG: Oberdrauburg             | Anmerkung: Koordinaten ungefähr | BDA-Hist.: Q112961053 Status: Bescheid Stand der BDA-Liste: 2025-06-30 Name: Burgforstruine GstNr.: 13/2, 13/1, 13/3, 13/4, 13/5, 13/6, 13/7, 13/11, 13/12                                             |
| ja    | Datei hochladen | Kath. Filialkirche Maria Hilf am Rosenberg HERIS-ID: 54558 Objekt-ID: 62863                   | Rosenberg Standort KG: Oberdrauburg                | Die Filialkirche ist ein genordetes Sakralgebäude mit hölzernem Dachreiter, das 1789 erbaut wurde und mit der Jahreszahl 1799 bezeichnet ist. Von der westlichen Vorhalle gelangt man über das rundbogige Westportal in das mit Kompositbogenfenstern ausgestattete, flach gedeckte Langhaus. Der eingezogenen Chor mit 5/8-Schluss ist im Inneren halbkreisförmig und mit einem Platzlgewölbe versehen. Der Triumphbogen ist rundbogig. Das Deckengemälde ist mit Georg Egger 1867 bezeichnet und stellt die Themen Maria Hilf, Verkündigung, Vermählung Mariä und Darbringung dar. Der Altar stammt aus der gleichen Zeit. Die lebensgroße Schnitzfigur des Schmerzensmannes stammt aus dem 18. Jahrhundert. | BDA-Hist.: Q38061277 Status: § 2a Stand der BDA-Liste: 2025-06-30 Name: Kath. Filialkirche Maria Hilf am Rosenberg GstNr.: .96 Filialkirche Maria Hilf am Rosenberg                                    |
| ja    | Datei hochladen | Gutshof Schröttelhof HERIS-ID: 94384 Objekt-ID: 109538seit 2014                               | Rosenberg 1 Standort KG: Oberdrauburg              | Der zweigeschoßige Bau mit Schopfwalmdach und Rundbogenportal steht am Fuß der Ruine Hohenburg. Er stammt im Kern aus dem 16. Jahrhundert. | BDA-Hist.: Q37764216 Status: Bescheid Stand der BDA-Liste: 2025-06-30 Name: Gutshof Schröttelhof GstNr.: .94                                                                                           |
| ja    | Datei hochladen | Burgruine Hohenburg HERIS-ID: 35851 Objekt-ID: 34685                                          | Rosenberg 2, in der Nähe Standort KG: Oberdrauburg | Die Burg Hohenburg wurde erstmals im Jahr 1202 urkundlich erwähnt und diente als Signalposten für die Burgen Flaschberg und Stein. Im 14. Jahrhundert wurde die Grafen von Ortenburg vom Erzstift Salzburg mit der Burg belehnt. Im 15. Jahrhundert ging sie an die Grafen von Cilli und 1460 schließlich an Kaiser Friedrich III. über. Im Jahr 1495 war sie Sitz der Pflegerfamilie „von Hohenburg zum Rosenberg“. Nach mehrmaligen Besitzerwechsel ist die Burg seit 1842 im Besitz der Familie Pichler. Heute sind noch die Reste des dreigeschoßigen Bergfrieds, des Palas und einer Wehrmauer mit Eckturm sichtbar. Im Jahr 1912 gab es Pläne die Ruine wieder aufzubauen, die jedoch nicht verwirklicht wurden. In den 1970er Jahren wurde sie schließlich ausgebaut. 1994 erfolgte die Errichtung eines hölzernen Wehrganges. | BDA-Hist.: Q37967514 Status: Bescheid Stand der BDA-Liste: 2025-06-30 Name: Burgruine Hohenburg GstNr.: .98 Burgruine Hohenburg (Oberdrauburg)                                                         |
| ja BW | Datei hochladen | Römische Straßenstation Oberdrauburg HERIS-ID: 57439 Objekt-ID: 67489                         | Schröttelhofer Feld Standort KG: Oberdrauburg      | Eine römische Siedlung war vom 1. Jahrhundert v. Chr. bis zum frühen 5. Jahrhundert n. Chr. bewohnt. Die Straßenstation der römischen Kaiserzeit befand sich am Kreuzungspunkt der Straßen von Teurnia nach Aguntum und Richtung Süden über den Gailbergsattel nach Aquileia. In den Jahren 1995 bis 2001 fanden archäologische Grabungen am Nordrand der Terrasse statt. | BDA-Hist.: Q38076451 Status: Bescheid Stand der BDA-Liste: 2025-06-30 Name: Römische Straßenstation Oberdrauburg GstNr.: 147/1                                                                         |
| ja    | Datei hochladen | Wegkapelle hl. Johannes Nepomuk (Postmeisterstöckl) HERIS-ID: 94379 Objekt-ID: 109532         | Standort KG: Oberdrauburg                          | Die barocke Wegkapelle wurde über einem gotischen Vorgängerbau errichtet. Über dem Eingang ist ein Dreifaltigkeitsfresko. | BDA-Hist.: Q37764185 Status: § 2a Stand der BDA-Liste: 2025-06-30 Name: Wegkapelle hl. Johannes Nepomuk (Postmeisterstöckl) GstNr.: 1353/10 Postmeisterstöckl, Oberdrauburg                            |
| ja    | Datei hochladen | Wegkapelle, Gailbergstöckl HERIS-ID: 94380 Objekt-ID: 109533                                  | Waidach Standort KG: Oberdrauburg                  | | BDA-Hist.: Q37764195 Status: § 2a Stand der BDA-Liste: 2025-06-30 Name: Wegkapelle, Gailbergstöckl GstNr.: .144                                                                                        |
| ja    | Datei hochladen | Kath. Pfarrkirche hl. Leonhard und Friedhof HERIS-ID: 55233 Objekt-ID: 63807                  | Zwickenberg 1 Standort KG: Zwickenberg             | Die Kirche hat einen niedrigen eingezogenen romanischen Chor, ein spätgotisch verändertes Langhaus, nördlich vom Chor einen spätgotischen Turm mit Spitzgiebelhelm, und eine westliche gemauerte Vorhalle mit spitzbogigem Zugang. Malereien in Chor und Langhaus stammen aus dem 15. Jahrhundert. Bemerkenswert ist der spätgotische Flügelaltar. | BDA-Hist.: Q2083318 Status: § 2a Stand der BDA-Liste: 2025-06-30 Name: Kath. Pfarrkirche hl. Leonhard und Friedhof GstNr.: .1 Pfarrkirche hl. Leonhard, Zwickenberg, Oberdrauburg                      |
| ja    | Datei hochladen | Kapelle hl. Maria (Sieben-Schmerzen-Mariae) am Zwickenberg HERIS-ID: 57878 Objekt-ID: 68214   | Zwickenberg Standort KG: Zwickenberg               | Die Kapelle zur schmerzhaften Muttergottes ist ein kleiner spätbarocker, zweiachsiger Bau mit Dreiachtelschluss. Das Zeltdach wird von einem westlichen Dachreiter bekrönt. Im Inneren birgt der spätbarocke Altar mit ädikulaartigen Aufbau aus dem 18. Jahrhundert eine Pietà. | BDA-Hist.: Q38079139 Status: § 2a Stand der BDA-Liste: 2025-06-30 Name: Kapelle hl. Maria (Sieben-Schmerzen-Mariae) am Zwickenberg GstNr.: .17                                                         |